# 原阳县
原阳县是中华人民共和国河南省新乡市下辖的一个县。面积1329平方公里，人口71.4万。县人民政府驻原兴街道。

## 地理
原阳县地处黄河北岸，南面与河南省省会郑州市隔河相望，西面与焦作市武陟县相邻，北接获嘉县、新乡县、延津县，东邻封丘县。
原阳县境地势由西南向东北倾斜。黄河大堤以南为高滩，多旱地。中部为低洼易涝地，文岩渠以北为岗地。主要河流有黄河、天然渠、文岩渠、幸福渠等。年平均气温为14.3℃，年平均降水量556毫米，全年无霜期227天。

## 人口
截至2020年11月1日零時，根據全國第七次人口普查統計數據顯示：原阳县常住人口为542849人。

## 历史
原阳县域在战国时期属魏国。秦时始置阳武县，归属三川郡。西汉在今县城所在地置原武县，并在东南一带置阳武县，东汉因袭前制。三国时期由曹魏政权占据，属司州。西晋时期撤销原武县，将阳武县改属荥阳郡。东晋十六国时期，先后为后赵、前燕、前秦、后燕等政权占据。北魏孝昌年间恢复原武县，原武、阳武两县均属司州荥阳郡。东魏天平初年改属广武郡。北齐时期废除两县建制。隋朝开皇年间恢复两县，后改原武为原陵。唐朝初年又改原陵为原武，属郑州。五代十国时期改属开封府。北宋神宗熙宁五年（1072年），降原武县为镇，并入阳武县，归京畿路开封府。哲宗元祐元年（1086年）复置原武县，隶属于京西北路郑州。金朝时期阳武属开封府，原武属郑州，均归南京路。元朝时期，两县属汴梁路。明朝初年，两县改属开封府。清朝初年因袭明制，雍正二年（1724年），原武县改属怀庆府，乾隆年间，阳武县亦改属怀庆府。
中华民国时期，1914年两县归河北道管辖，1932年划归河南省第四行政督察区。1936年原武县与阳武县合并，改设博浪县。同年又复旧。抗日战争期间，原武县、阳武县均沦陷。1945年3月，解放区两县境内置“原阳县”政权。而光复后的国民政府仍置原武县、阳武县。第二次国共内战爆发后，国共双方对此地曾有争夺。1947年3月豫北战役中，晋冀鲁豫野战军占领濮阳、封丘、延津、原武、阳武等县城及据点。至1948年10月，中共政权控制原武县、阳武县全境。后华北人民政府要求撤消战时行政区划，恢复旧行政建制。原阳县官员因原阳县人口过少，请求保留。1949年中华人民共和国建国后，属新乡专区。最终在1950年3月13日，平原省人民政府通令“奉准原武、阳武二县合并，定名为原阳县”。1952年，平原省撤销，原阳县随新乡专区划归河南省。1986年1月至今归新乡市管辖。
历史上，西汉时期还曾在今原阳县境内设置卷县，属河南郡。此后历经东汉、曹魏等朝代，至西晋时改属荥阳郡，直至北齐年间废除建制。

## 政治

### 行政区划
原阳县下辖3个街道办事处、8个镇、8个乡：
阳和街道、原兴街道、原武镇、师寨镇、齐街镇、太平镇、福宁集镇、韩董庄镇、官厂镇、大宾镇、葛埠口乡、祝楼乡、桥北乡、蒋庄乡、陡门乡、路寨镇、阳阿镇、靳堂乡和龙源街道。
2005年之前，原阳县辖2个镇、20个乡：陡门乡、城关镇、原武镇、太平镇乡、大宾乡、王杏兰乡、包厂乡、齐街乡、阳阿乡、师寨乡、陡门乡、官厂乡、郭庄乡、祝楼乡、桥北乡、黑洋山乡、梁寨乡、韩董庄乡、蒋庄乡、路寨乡、葛埠口乡、福宁集乡、靳堂乡。县政府驻城关镇。
2005年，原阳县乡镇区划调整：撤销黑洋山乡，将其行政区域划归葛埠口乡管辖，葛埠口乡人民政府驻地不变；撤销王杏兰乡，将其行政区域划归福宁集乡管辖，福宁集乡人民政府驻地不变；撤销包厂乡，将其行政区域划归靳堂乡管辖，靳堂乡人民政府驻地不变；撤销梁寨乡，将其行政区域划归太平镇乡管辖，太平镇乡人民政府驻地不变；撤销郭庄乡，将其行政区域划归陡门乡管辖，陡门乡人民政府驻地不变。

### 历任县委书记
- 范学贵：1994.05-1995.09
- 孙国富：2006.04-2010
- 李巨峰：2010.03-2015.04
- 段常庆：2015.06-2015.10
- 郭力铭：2015.11-2021.7
- 刘兵：2021.7-

## 经济
原阳县2019年完成生产总值人民币232.03亿元，其中第一产业33.66亿元，第二产业88.71亿元，第三产业109.66亿元。

### 农业

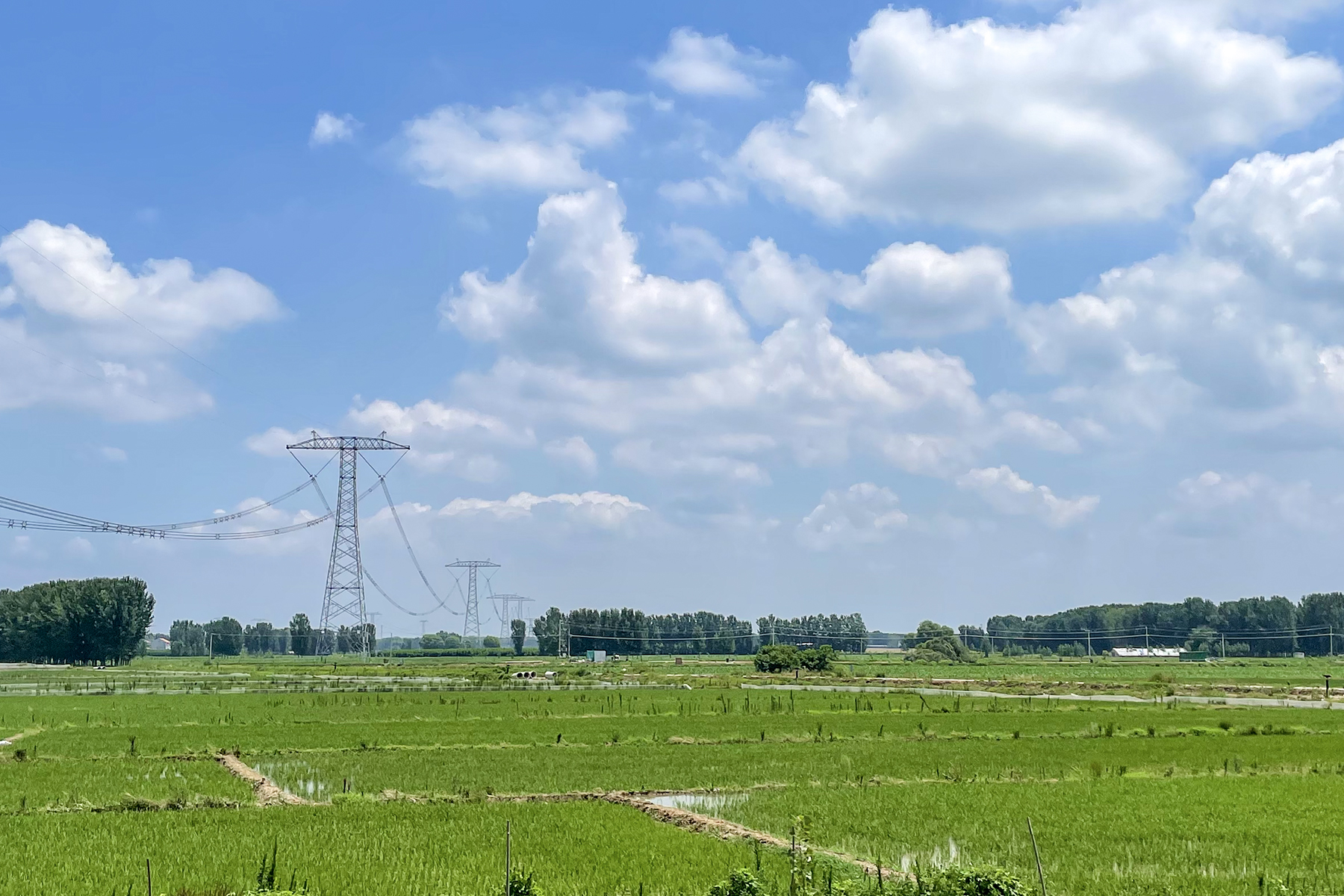
原阳县的稻田

农业以小麦、水稻两大作物为主，玉米、花生、苹果、杏具有传统优势。

原阳为优质强筋小麦生产基地县，全县优质小麦种植面积50万亩，2004年通过河南省农业标准示范县验收。

优质水稻种植面积50万亩，原阳大米在市场上较有名气的品种有黄金晴等。

### 工业

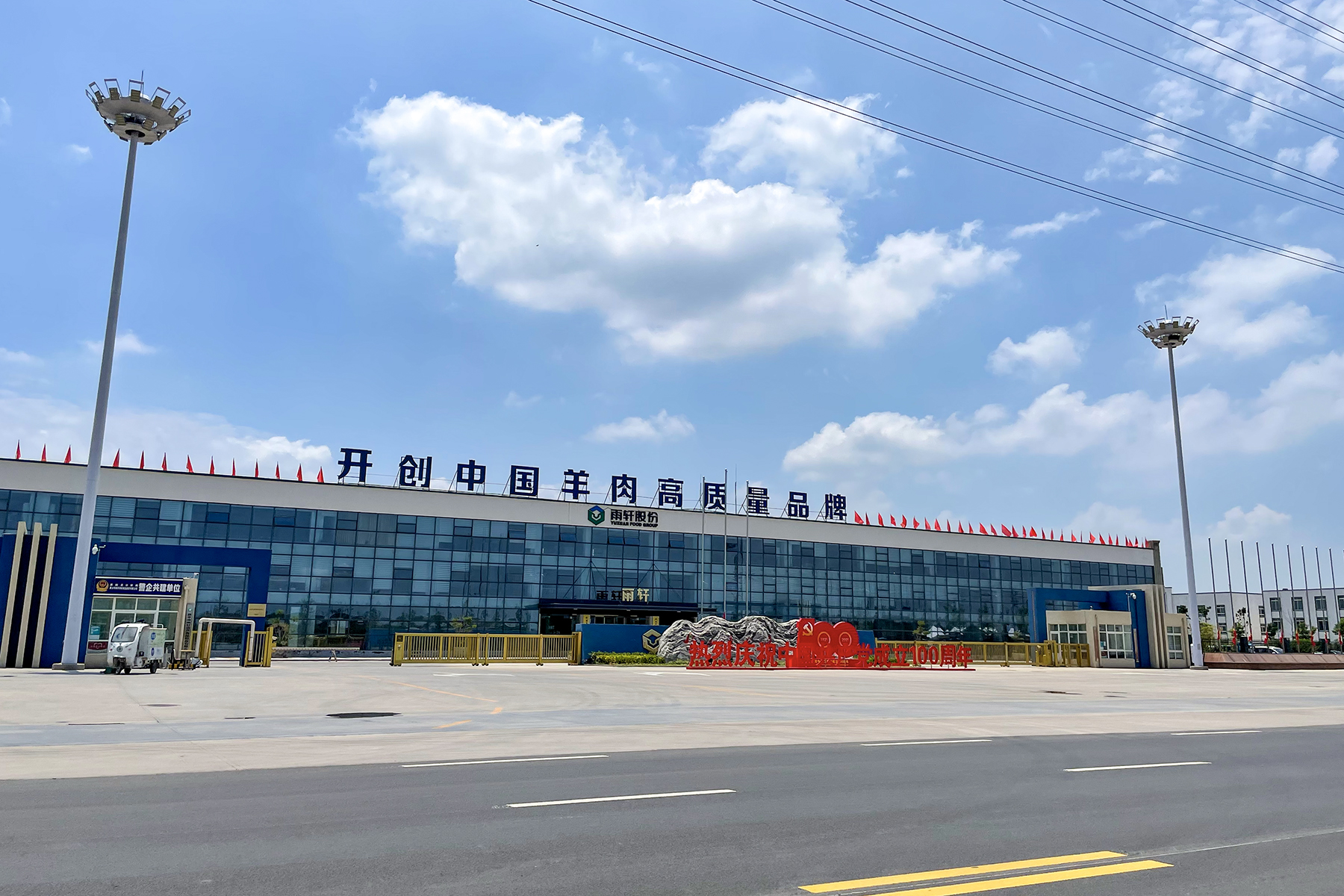
位于原阳产业集聚区的食品企业

原阳县在工业上以汽车零部件、综合化工、农副产品精深加工、乳产品生产、棉纺和酿酒等产业为主。原阳县为河南省汽车制动器最大生产基地。

## 交通

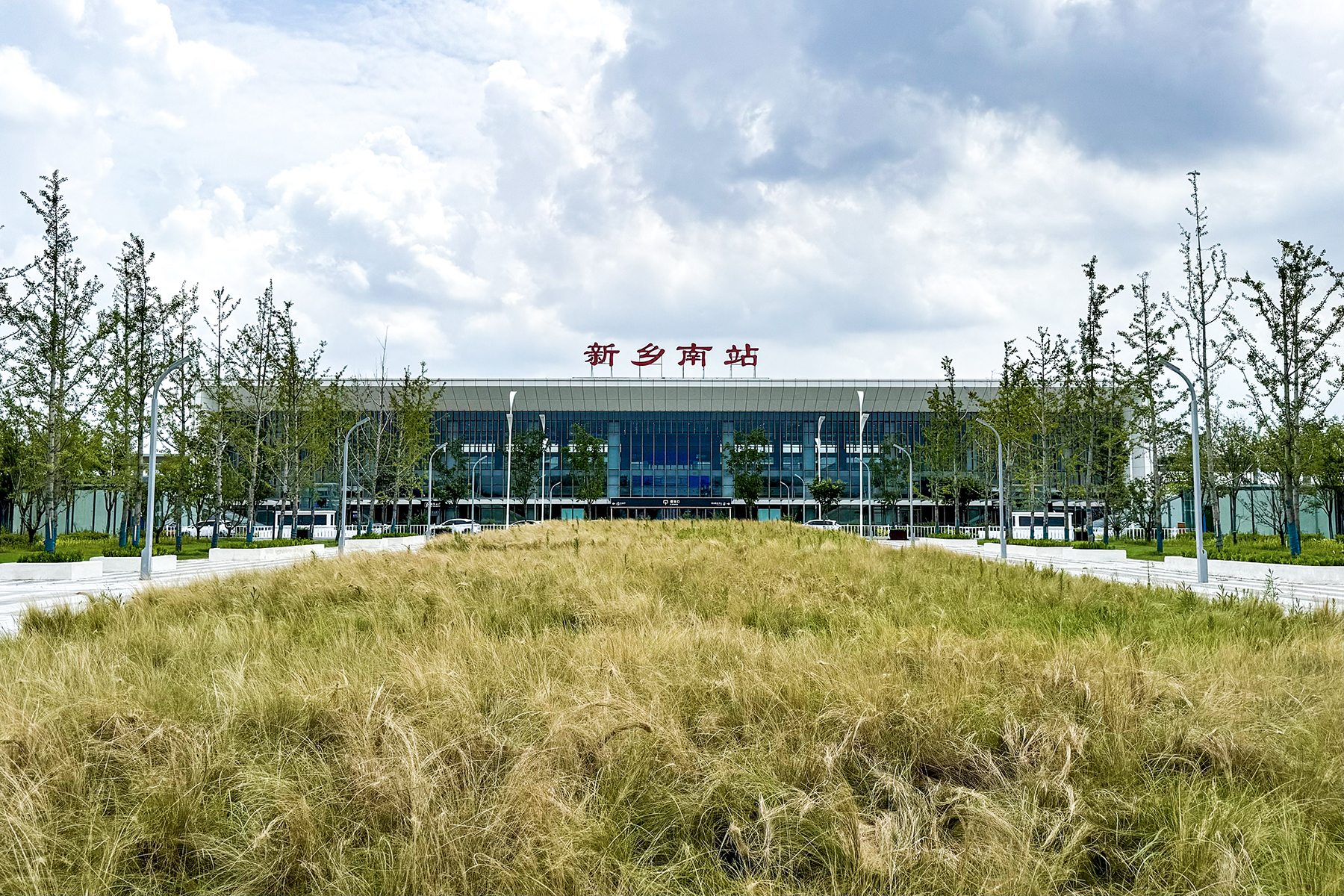
位于原阳县境内的新乡南站

原阳县地处郑州市、新乡市、焦作市、开封市四地交汇中心，交通便利，有“郑州后花园”与“新乡南大门”之称。 京港澳高速与 晋新高速在境内交汇， 107国道、 327国道、 101省道、 227省道、 229省道、 231省道等国省干线从县境内通过。
原阳县南临黄河，境内有5座黄河大桥与黄河南岸相连。自上游至下游分别为：
- 郑州黄河公路大桥：连接原阳县桥北乡与郑州市惠济区花园口镇，为 101省道跨越黄河的桥梁。
- 郑新黄河大桥：连接平原示范区与郑州市金水区，为公铁两用桥，是 京广高速铁路和郑新快速通道跨越黄河干流的桥梁。
- 刘江黄河大桥：为 京港澳高速跨越黄河的桥梁。
- 郑州万滩黄河公铁大桥：为公铁两用桥，是济郑高速铁路跨越黄河的桥梁。
- 官渡黄河大桥：连接原阳县大宾镇与中牟县雁鸣湖镇，为 107国道新线跨越黄河的桥梁。

 济郑高速铁路纵贯县境，在县城以西的平原示范区设新乡南站。 京广高速铁路亦从境内经过，但在境内并未设站。

## 文化

### 文物古迹

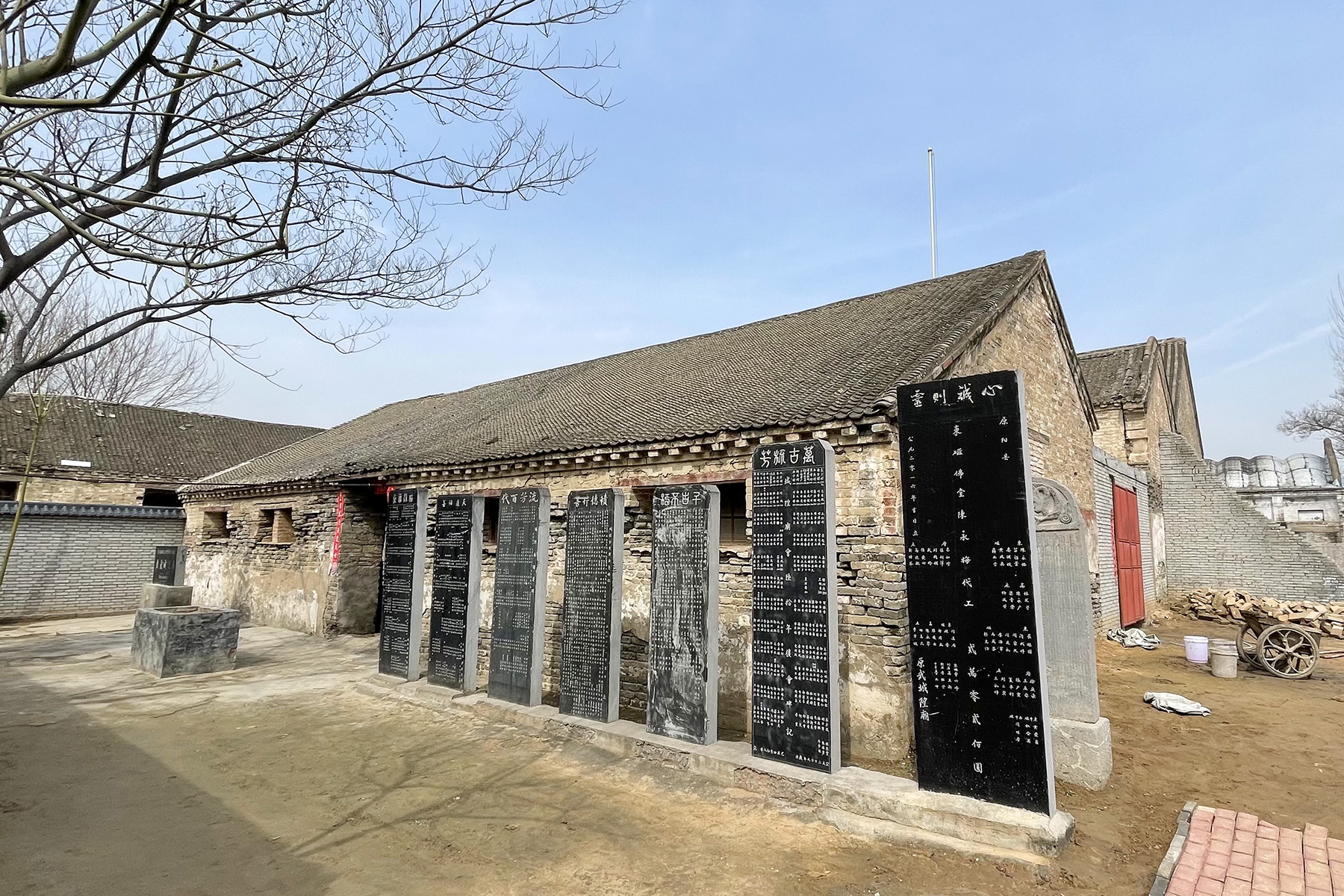
原武城隍庙

原阳县境内有全国重点文物保护单位2处，分别为玲珑塔和原武城隍庙。河南省文物保护单位3处：谷堆遗址、夏家院民居、陈平祠。張良行刺秦始皇的博浪沙亦位于原阳县境内。

### 著名人物
历史上著名的原阳人有：西汉开国功臣陈平、张苍（均为阳武人）；唐朝时期先后担任宰相，被称作“一门三相”的韦思谦、韦承庆、韦嗣立父子三人（阳武人）；唐朝大臣娄师德、杨再思（均为原武人）；北宋参知政事李穆（阳武人）；南宋宰相万俟卨（阳武人）。当代较为著名的原阳人有：现任中央书记处书记、中宣部部长李书磊。